# Crooked Teeth
Crooked Teeth é o nono álbum de estúdio pela banda americana de hard rock Papa Roach. Foi laçado a 19 de Maio de 2017.
Faixas
1. "Break the Fall"  	3:11
2. "Crooked Teeth"  	3:04
3. "My Medication"  	3:15
4. "Born for Greatness"  	3:48
5. "American Dreams"  	3:23
6. "Periscope (feat. Skylar Grey)"  	3:37
7. "Help"  	3:35
8. "Sunrise Trailer Park (feat. Machine Gun Kelly)"  	3:48
9. "Traumatic"  	2:46
10. "None of the Above"  	3:34

Deluxe Edition
1. "Ricochet"	3:12
2. "Nothing"	3:47
3. "Bleeding Through"	3:23